# Такэцуру, Масатака
Масатака Такэцуру (яп. 竹鶴 政孝; 20 июня 1894, Такехара, Хиросима — 29 августа 1979, Токио) — японский предприниматель, первым в Японии начавший производство виски; основатель компании «Никка Виски».
Родился 20 июня 1894 года в городе Такехара префектуры Хиросима в семье производителей саке, которая ведёт историю семейного производства с 1733 года. Третий сын в семье.
После окончания в 1916 году Высшей технической школы Осаки устроился на работу в компанию «Сэтцу Сюдзо» (яп. 摂津酒造), которая занималась производством сакэ. В «Сэтцу Сюдзо» были заинтересованы в изучении технологии производства виски: к этому времени в Японии уже освоили производство таких западных напитков, как пиво и бренди, но по-прежнему не знали о дистилляции достаточно, чтобы сделать аналог виски. В связи с этим руководство компании направило Масатаку Такэцуру для обучения в Шотландию.
Летом 1918 года уехал из Японии. Проехав через США и посетив по дороге винодельни Сан-Франциско, к декабрю добрался в Глазго, где поступил в местный университет и начал изучать органическую химию. Здесь познакомился со своей будущей женой Ритой. Бракосочетание состоялось 8 января 1920 года. В мае того же года вместе с женой поселился в Кэмпбелтауне, где устроился на «Hazelburn distillery» и приступил к изучению производства виски. Вернувшись в ноябре в Японию, обнаружил, что планы по производству виски в «Сэтцу Сюдзо» были отменены.
В 1922 году ушёл из «Сэтцу Сюдзо» и на следующий год устроился в компанию «Котобукия» (сейчас — «Сантори»), где возглавил строительство перегонного завода «Ямадзаки», на котором началось производство первого в Японии виски.
В 1934 году покинул «Котобукия», после чего основал собственную компанию «Дай Ниппон Кадзю» (яп. 大日本果汁) и построил перегонный завод в Йоити на Хоккайдо: по его мнению, именно здесь было идеальное сочетание необходимых для качественного виски ячменя, торфа, угля и родниковой воды. Уже в 1940 году компания начала производить свой первый виски «Никка», а в 1952 году Масатака Такэцуру переименовал компанию в «Никка Виски».
Умер от пневмонии 29 августа 1979 года в больнице Университета Дзюнтендо в Токио. Похоронен вместе со скончавшейся в 1961 году супругой в Йоити.